# Museu Municipal de Amesterdão
Stedelijk Museum (pronúncia holandesa: [steːdələk myˈzeːjɵm ˌɑmstərˈdɑm]; Museu Municipal de Amsterdã) é um museu de arte moderna em Amesterdão, nos Países Baixos. Fundado na década de 1870, é o maior museu de arte moderna e contemporânea do país. O museu está localizado na Praça dos Museus (Museumplein), perto do Rijksmuseum e do Museu Van Gogh.

## Introdução

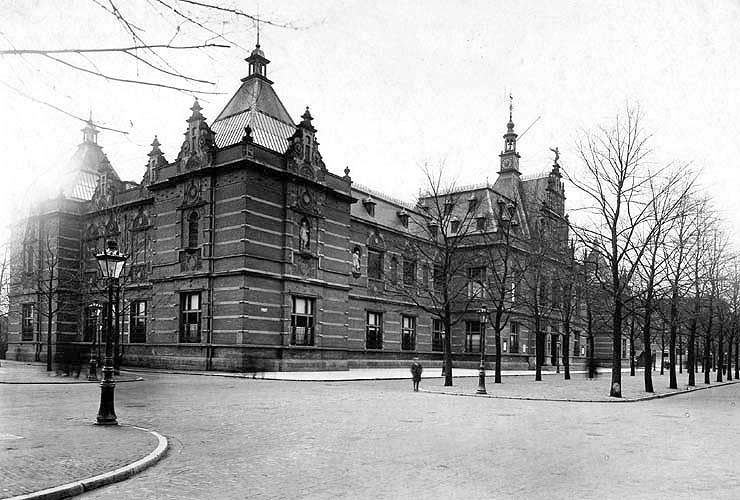
O Stedelijk Museum em 1895

O Stedelijk Museum foi fundado em 1874 por iniciativa da burguesia amsterdamense. Dezoito anos depois, o museu foi construído de 1892 a 1895 em estilo neorenascentista holandês conforme um projeto do arquiteto Adrian Willem Weissman. Em virtude de obras de reforma, mais ou menos um século depois o museu fechou suas portas, em janeiro de 2004. A partir de então, até outubro de 2008, o museu esteve provisoriamente instalado em um prédio no Oosterdokskade 3–5, ao oeste da Centraal Station sob o nome de Stedelijk Museum CS. Em seguida, parte da coleção do museu foi exposta na igreja Nieuwe Kerk e no Museu Van Gogh. De abril de 2010 até o terceiro trimestre de 2012, o museu esteve novamente instalado próximo a estação ferroviária. Após o fim das obras de reforma que resultaram na renovação e ampliação do museu, ele foi reaberto oficialmente pela então rainha Beatrix em 22 de setembro de 2012, tendo sido reaberto ao público no dia seguinte.

## Acervo

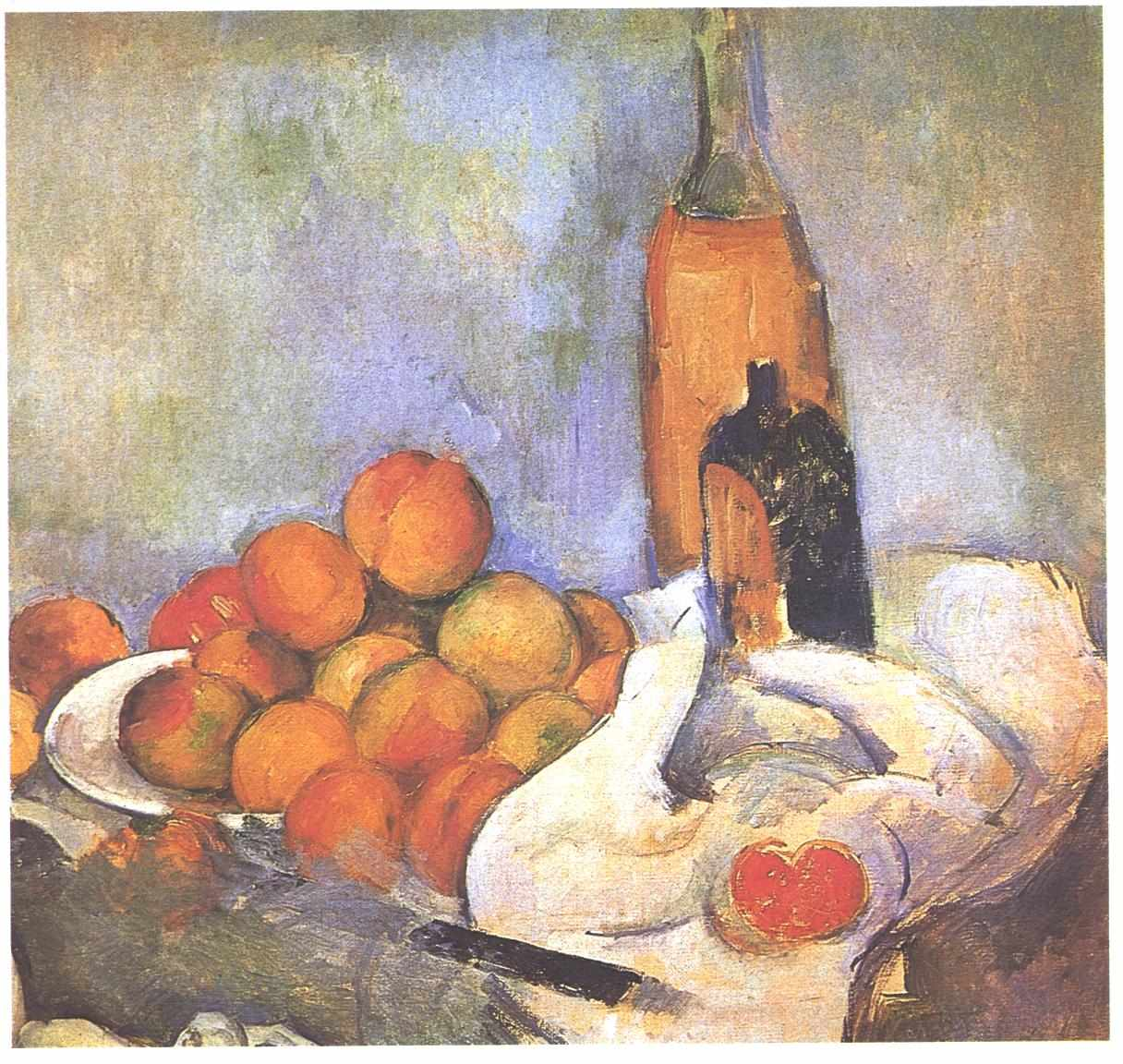
Paul Cézanne: Natureza-morta com garrafas e maçãs, 1890.

O museu possui um acervo de arte moderna e contemporânea do início do século XX ao século XXI. As 90.000 peças consistem em pinturas, desenhos e esculturas de Vincent van Gogh, Andy Warhol, Piet Mondriaan, Gerrit Rietveld, Henri Matisse, Wassily Kandisky, Ernst Ludwig Kirchner, Jackson Pollock, Marc Chagall, Marlene Dumas, Lucio Fontana, Gilbert & George, entre outros. Seu acervo inclui também um espaço pintado por Karel Appel e uma grande colecção de pinturas de Kazimir Malevich.

## História

### Século XIX
O museu Stedelijk foi aberto em 14 de setembro de 1895 por iniciativa das autoridades locais e iniciativa privada. O museu foi projetado pelo arquiteto holandês Adriaan Willem Weissman como parte de um projeto de modernização da cidade liderado por cidadãos locais no começo de 1850. A construção do prédio foi financiada por Sophia Adriana de Bruyn, em 1890. A construção se deu sob o Vereeniging tot het Vormen van een Verzameling van Hedendaagsche Kunst (VVHK, Sociedade para formação de uma coleção pública e contemporânea de arte), que foi fundado em 1890 para hospedar a coleção de arte e antiguidades que Bruyn doou a cidade junto à uma quantia considerável de dinheiro. A família Van Eeghen também contribuiu com os custos de construção e doou pinturas da coleção Christiaan Pieter van Eeghen.
O prédio foi construído entre 1891 e 1895 na rua Paulus Potterstraat, a uma curta distância do museu Rijksmuseum. A coleção original do museu incluía artigos militares da milícia de Amsterdã, arte asiática, artefatos do museu Chronometry e do Museu de Medicina-Farmacêutica.

### Século XX
Em 1905, Cornelis Baard foi designado curador do museu e promovido à diretor 15 anos depois. Durante seu período como curador, as autoridades locais começaram a criar sua própria coleção de arte moderna. A Grande Depressão nos Países Baixos levou a redução de custos no município e revisões na política na primeira metade dos anos 30. Em 1932, um comitê de compra foi iniciado, com dois membros do VVHK e dois das autoridades locais. Os quatro membros do comitê monitoravam todas as compras do museu.
O museu começou a comprar arte ativamente em 1930. Em 1933, a coleção de livros de M.B.B Nijkerk chegou ao Stedelijk, o que expandiu a área de livros e tipografia. O Museu de Arte Aplicada foi aberto no térreo da ala oeste quatro anos depois, em 15 de dezembro de 1935. A coleção incluía pequenas esculturas e máscaras, porcelanas, pôsteres, mobília, cerâmicas, arte em metal e vitrais holandeses.
Em 1936, David Röell, que já havia trabalhado no Rijksmuseum e foi secretário do VVHK, assumiu a direção do Stedelijk. Röell designou Willem Sandberg como curador em Janeiro de 1938. Sandberg acabou tornando-se diretor sete anos depois. Em 1962, o VVHK cedeu a maior parte de sua coleção, incluindo trabalhos de George Hendrik Breitner,Paul Cézanne, Jean-Baptiste-Camille Corot, Gustave Courbet, Vincent van Gogh e Johan Jongkind.
Sob a direção de Sandberg, o museu tornou-se mais aberto a tipos variados de arte. Foi criado um departamento de arte aplicada em 1945 e outro de desenhos e impressos em 1954. No começo de 1950, o museu também começou a representar a música moderna e filmes. O anexo conhecido como "Ala Sandberg" foi construído em 1954 para acomodar a arte experimental. Já em 1956, uma sala de leitura, sala de impressos, um restaurante, jardim e um auditório para exibição de filmes e performances musicais foram criados.
Sangberg comprou algumas artes do artista russo Kazimir Malevich em 1958 e, no mesmo ano, adquiriu fotografias para a coleção do museu. O Stedelijk foi o primeiro museu do oeste europeu de arte moderna a possuir coleção de fotografias - que incluía artistas holandeses e de vanguarda, como Erwin Blumenfeld, László Moholy-Nagy e Man Ray - e uma grande seleção de fotógrafos pós-guerra (incluindo Eva Besnyö, Ed van der Elsken e Cas Oorthuys), artistas de retratos, fotojornalistas e fotógrafos de 1970 em diante.
Durante a Segunda Guerra Mundial, a coleção do museu foi transferida para um bunker de proteção nas colinas de areia de Santpoort. Os funcionários do museu se organizavam em turnos para assegurar se a coleção continuava intacta. Em 1943, quando um soldado de busca alemão foi enviado para prender Sangberg, o diretor fugiu de bicicleta para as dunas de areia. Apesar das dificuldades da guerra, o museu continuou as exibições.
Os trabalhos de Ernst Ludwig Kirchner e Henri Matisse foram adicionados à coleção entre 1940 e 1950. Durante esse período, o museu também comprou peças de De Stijland, artista ligado a movimentos internacionais como a Bauhaus e ao construtivismo russo.
A direção do museu mudou novamente em 1963, quando Edy de Wilde, antigo diretor do museu Van Abbe em Eindhoven, assumiu o cargo, desligando-se apenas em 1985. Ele iniciou a primeira coleção de arte contemporânea americana. Sob sua direção, em 1971 foram realizados debates sobre as funções sociais e educacionais de museus, o que resultou na formação de um departamento de comunicação. No começo de 1970, o museu fez as primeiras aquisições de vídeos - dessa vez, os escolhidos foram de artistas europeus, como Dibbets e Gilbert & George. Hoje, há 900 vídeos na coleção do museu, incluindo instalações feitas por Nam June Paik, Bill Viola e Brune Nauman. No meio da década de 70, o Stedelijk tornou-se um museu de arte moderna.

### Século XXI
Em 2001, desenhos de Kazimir Malevich e de outros artistas russos de vanguarda da coleção do Centro Cultural Khardzhiev-Chaga foram adicionados ao repertório de arte ucraniana, russa e soviética do museu.
No final de 2003, o prédio projetado por Adriaan Willem Weissman foi fechado por insistência do Corpo de Bombeiros de Amsterdã e foi iniciada uma renovação do prédio. Enquanto isso, o Stedelijk migrou para o prédio Post CS, onde permaneceu por 4 anos e meio. Em 2005, o museu fechou uma parceria com a Fundação The Broere Charitable pela coleção Monique Zajfen. O museu adquiriu mais peças de arte contemporânea europeia, que foram expostas no museu através do acordo.
Em 2006, debates foram organizados devido a exibição de "Mapping the City", que explorou a relação dos artistas com a própria cidade. Um espaço chamado "Docking Station" foi criado para apresentações mensais de artistas emergentes. Dois anos depois, a exibição de "Outras vozes, outros quartos" (em inglês: "Other Voices, Other Rooms") de Andy Warhol angariou 600 mil visitantes.
Em 2006, a Câmara Municipal da cidade decidiu privatizar o museu. Dois anos depois, no final de 2008, o Stedelijk passou por mais uma construção. Para manter à atividade, foi iniciado o projeto "Stedelijk vai para a cidade", com o objetivo de manter a presença na cidade enquanto o prédio estava sendo renovado. O projeto levou workshops e apresentações para diversos locais de Amsterdã até o final de 2009, quando foi finalizado.
De agosto de 2010 a janeiro de 2011 o museu abriu as portas para o programa único chamado "O Temporário Stedelijk" no restaurado e ainda não terminado prédio histórico. Depois de recepcionar artistas e público, o museu decidiu prolongar o programa temporário, agora em sua segunda versão, em março de 2011. Dessa vez, o foco era a coleção de arte e design moderno e contemporâneo, que havia sido renovada. Na exibição, havia artes de Piet Mondrian, Kazimir Malevich, Charley Toorop, Henri Matisse, Donald Judd, Willem de Kooning, Yves Klein, Bruce Nauman, entre outros. Com o sucesso da coleção anterior, a terceira versão do projeto, "O Temporário Stedelijk 3", começou em outubro de 2011 e contou com exibições, apresentações e outras atividades em toda a Amsterdã.
O museu foi oficialmente aberto ao público em 23 de setembro de 2012. No primeiro mês após a reabertura, o museu contou com a presença de 95 mil visitantes.

## Vandalismo e roubo
No dia 21 de março de 1986, Gerard Jan van Bladeren cortou a pintura "Who's Afraid of Red, Yellow and Blue III" (1967) (Quem tem medo do vermelho, amarelo e azul III) de Barnett Newman com um canivete durante um surto psicótico. Ele foi condenado a oito meses de prisão, dois anos de liberdade condicional e foi banido do museu por três anos. Em 21 novembro de 1997, Van Bladeren, o mesmo vândalo, esfaqueou a pintura Cathedra (1951), do mesmo artista. No julgamento, Van Bladeren alegou insanidade e foi inocentado, mas foi banido do museu permanentemente.
Já no dia 20 de maio de 1988, aconteceu o primeiro e único roubo de arte no museu Stedelijk. As pinturas Vaso com Cravos (1886) de Vincent van Gogh, Street in Nevers (1874) de Johan Jongkind e Still life with bottles and apples de Paul Cézanne foram roubadas durante uma invasão. Onze dias depois, as três pinturas foram encontradas em perfeito estado por policiais que fingiram ser compradores. O ladrão foi condenado e preso.

## Galeria

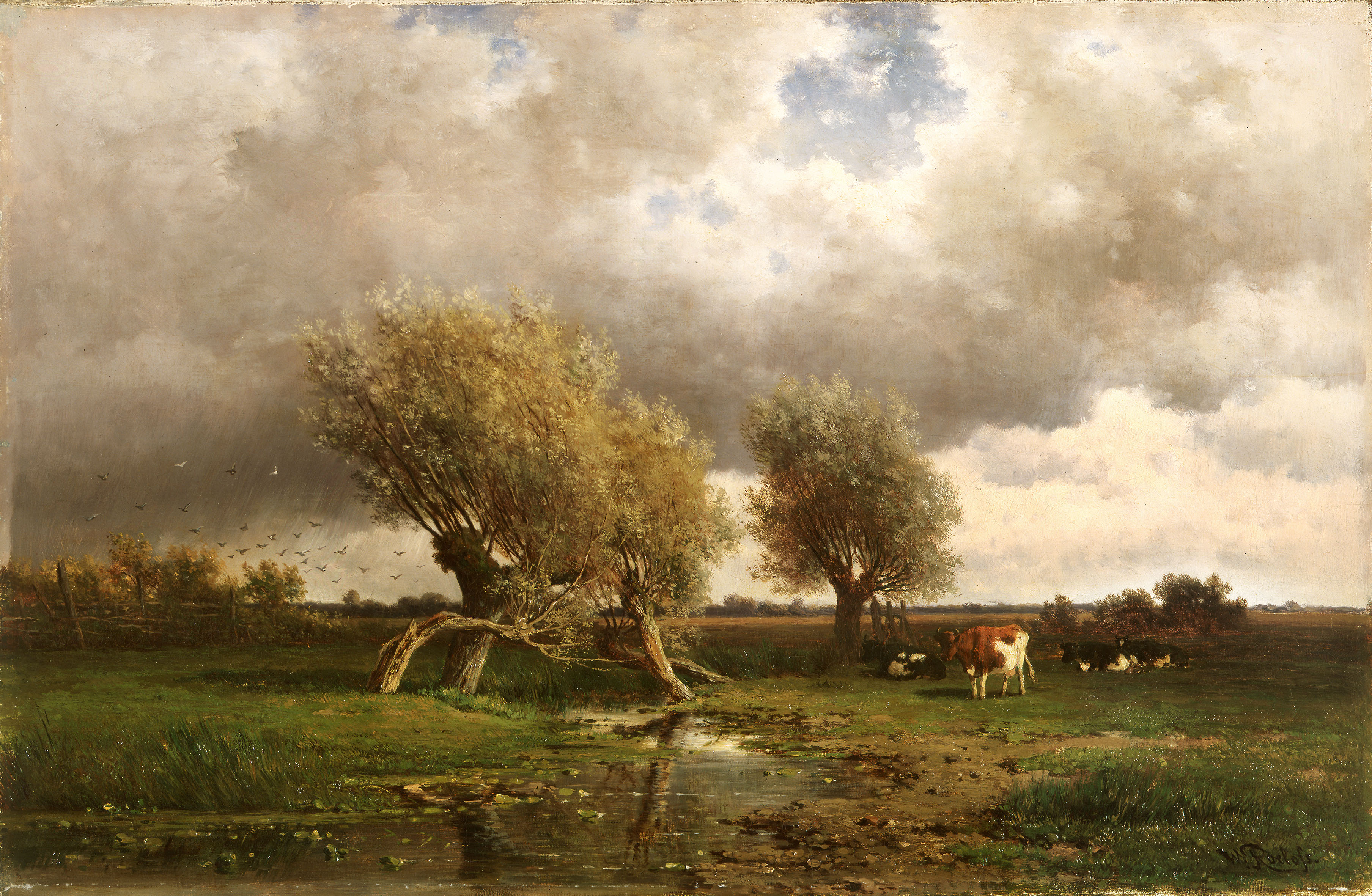
Cows under Trees (c. 1860). Willem Roelofs
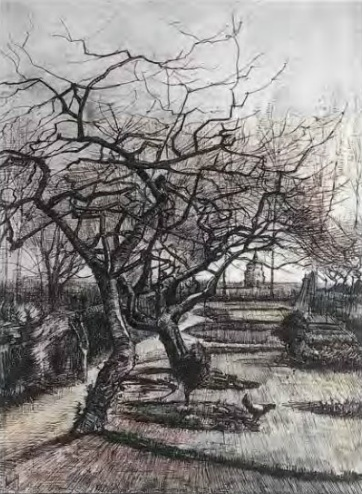
Jardim da Paróquia (1884). Vincent van Gogh
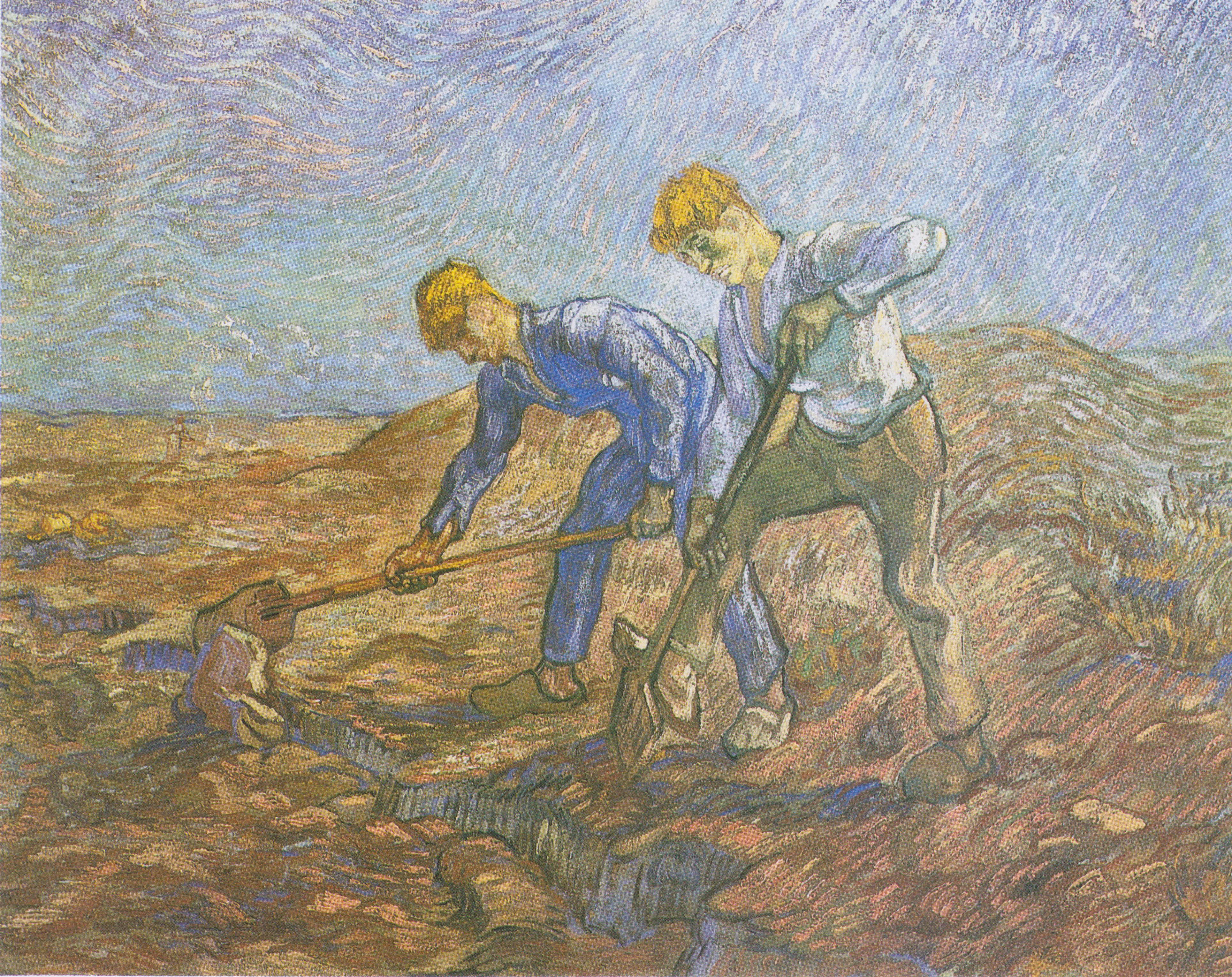
Deux fermiers bêchant la terre (d'après Millet) (1889). Vincent van Gogh
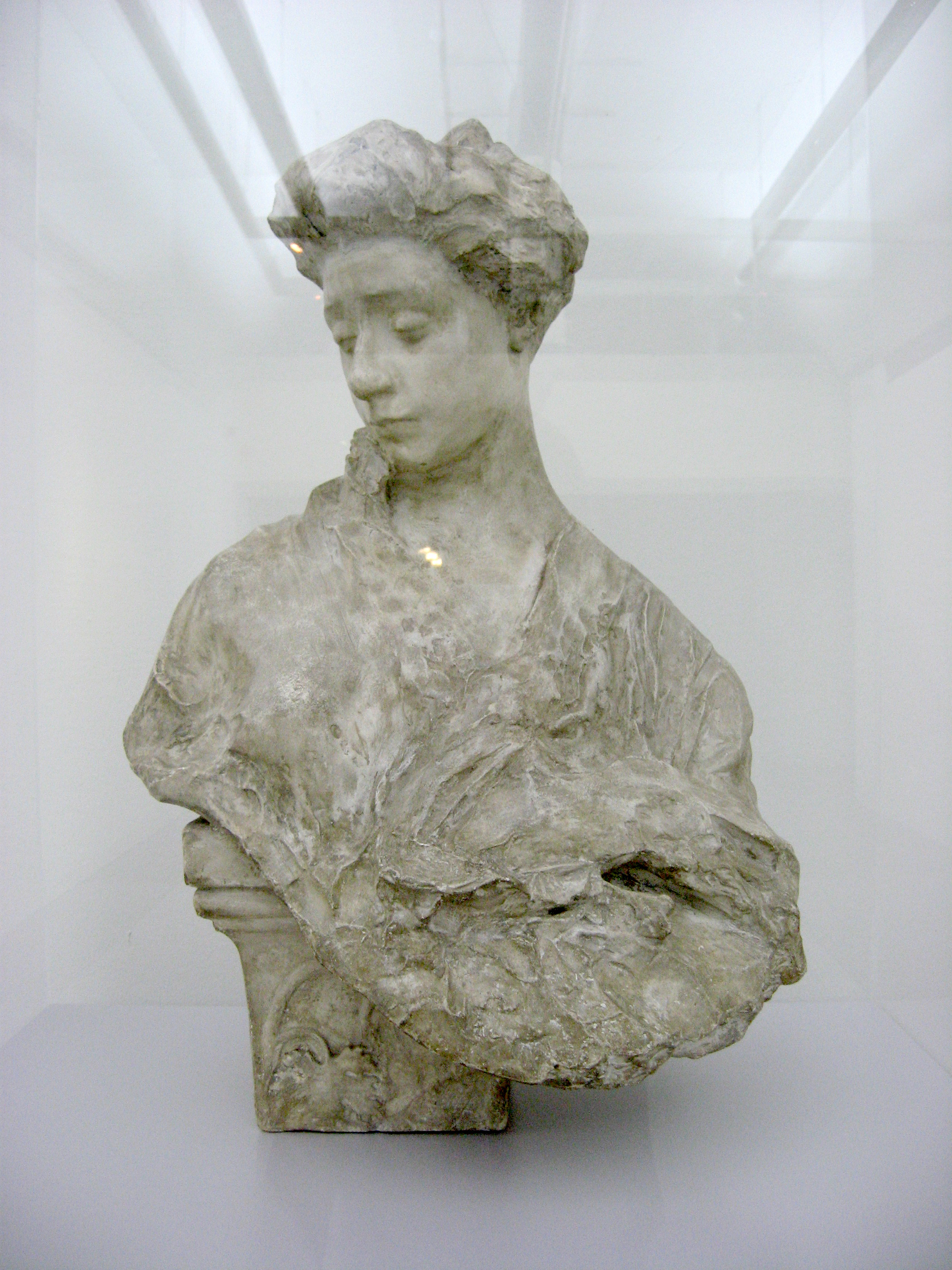
Madame Fenaille (1898). Auguste Rodin
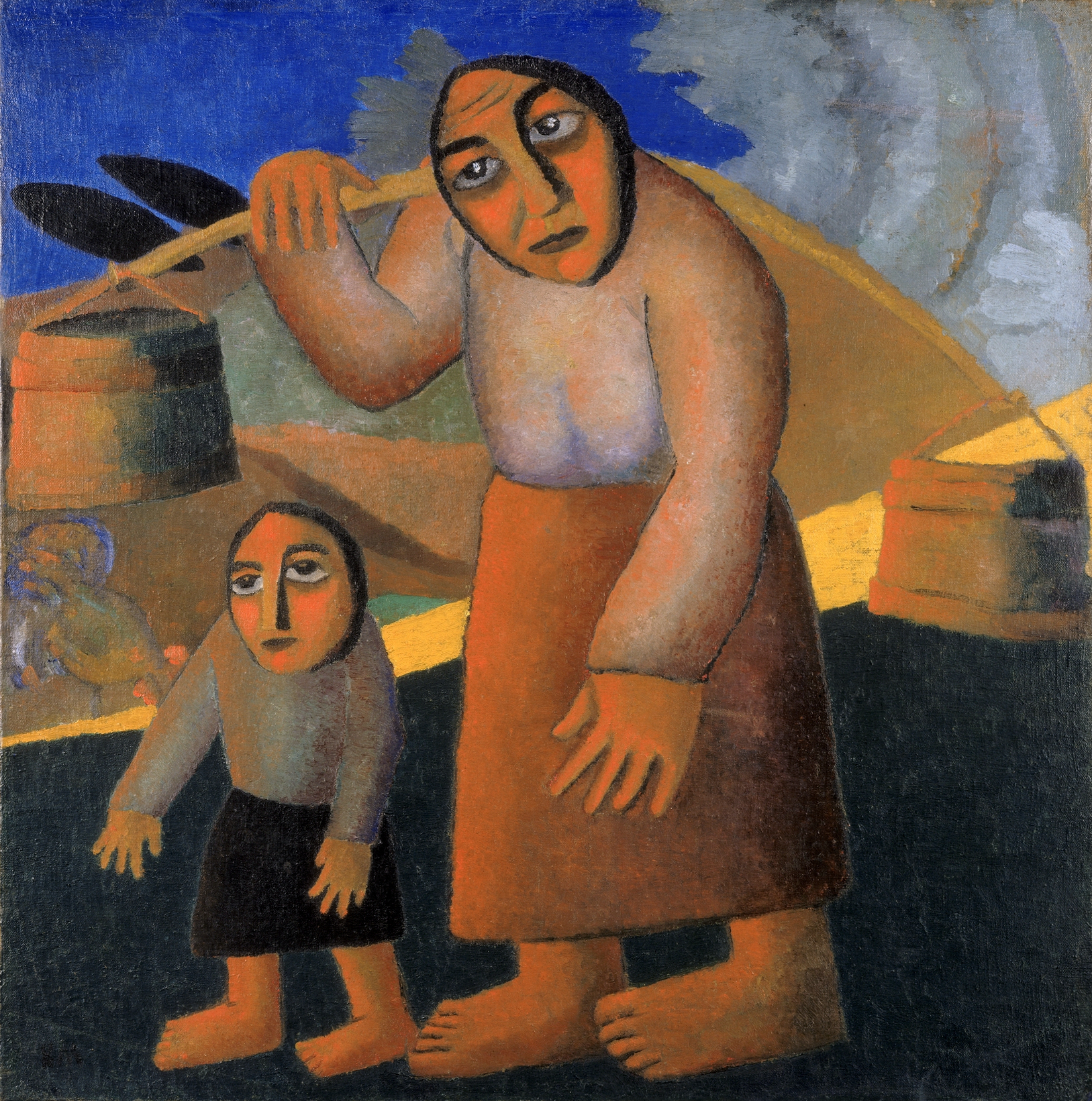
Peasant Woman with Buckets and Child (1912). Kazimir Malevitsj
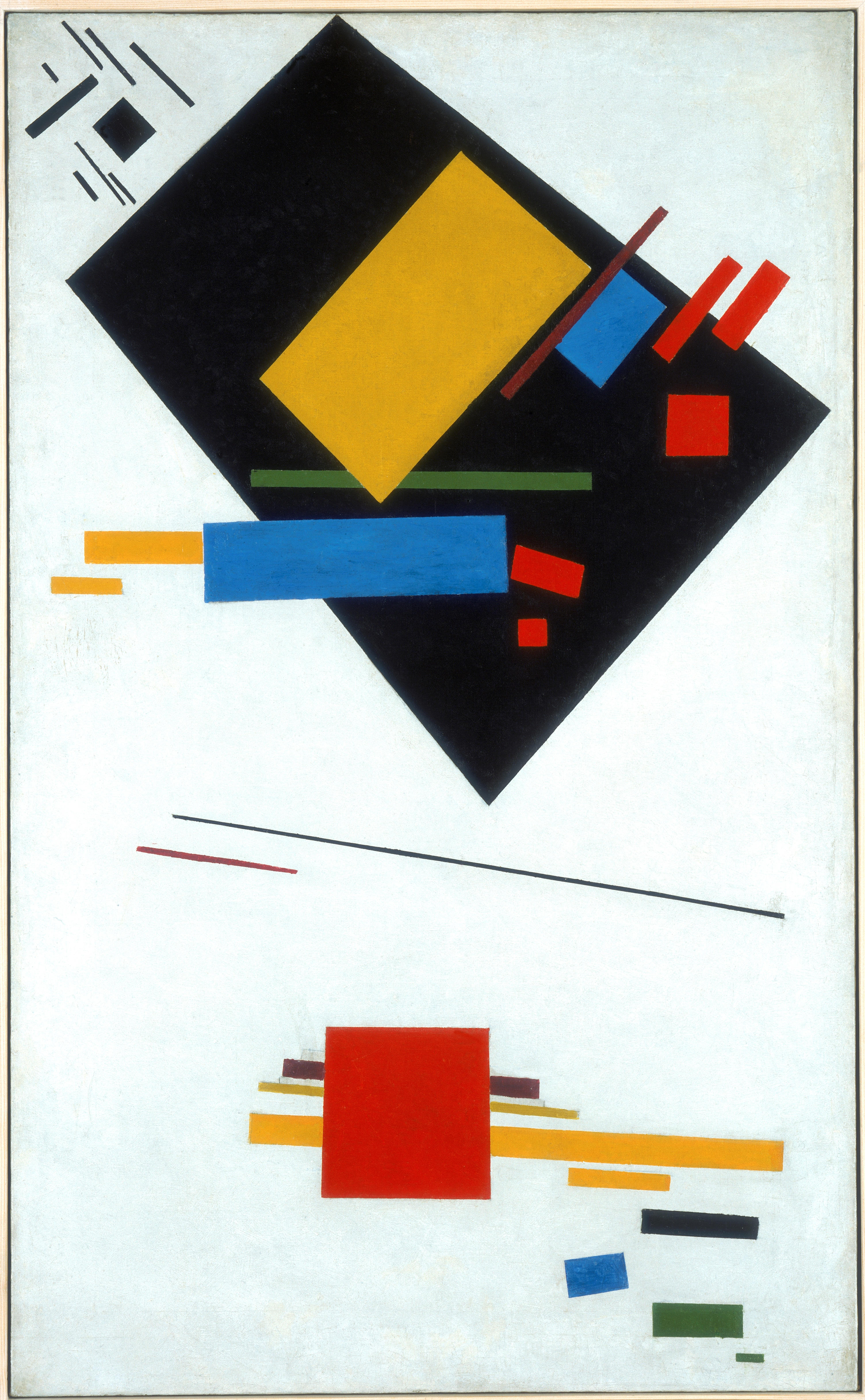
Suprematismo (1915). Kasimir Malevitch